# 一硫化三碳
一硫化三碳（C3S，又称硫三碳）是極活躍的有機分子，可在外太空找到。是杂多烯，也是硫多烯，由三粒碳原子排成直线再接着硫原子组成。

## 性质
一硫化三碳偶极矩3.704德拜，外面的碳碳雙键长1.275Å，中间的碳碳雙键长1.292Å，碳硫雙键长1.535Å。碳原子之间相似的双键键长表示它们各性质相近。12C12C12C32S旋转常数为B0 = 2890.38000 MHz和D0 = 0.00022416。由于碳碳雙键拉伸，2047.5cm-1处有獨特的红外吸收带。 

## 形成
一硫化三碳结构似一硫化二碳（CCS），也是由二硫化碳气体在氦气保护下放电生成。 它旋转时跃迁的微波发射线与金牛座分子云先前未知的分子线匹配。  在 0.02 托尔的压力下，二硫化碳气体放电时会产生最多的一硫化三碳。
在分子云里，一硫化三碳可以這反应生成：CCS + CH → CCCS + H；在太空尘埃里，它也可以在紫外线或可见光照射下生成：CCC + H2S → C3•HSH → CCCS + H2；在固态氩基质里，该反应也能生成一硫化三碳。

## 天然存在
一硫化三碳可在分子云里探测到，如金牛座分子云和猎户座KL。 一氧化三碳和一硫化三碳的比例对比着氧和硫在分子云的比例。它们数值应该相近。这些分子云可以又冷又暗，或者热。CCCS也在含有高碳量的渐近巨星支的恒星上发现，如狮子座CW。